# Meta serrana
Meta serrana är en spindelart som beskrevs av Franganillo 1930. Meta serrana ingår i släktet Meta och familjen käkspindlar.
Artens utbredningsområde är Kuba. Inga underarter finns listade i Catalogue of Life.